# Lindsaea botrychioides
Lindsaea botrychioides är en ormbunkeart som beskrevs av St. Hil. Lindsaea botrychioides ingår i släktet Lindsaea och familjen Lindsaeaceae. Inga underarter finns listade.